# Mortons Gap
Mortons Gap è un comune degli Stati Uniti d'America, situato nello Stato del Kentucky, nella contea di Hopkins.